# Dagobah
A Dagobah a Csillagok háborúja elképzelt univerzumának egyik bolygója. A Birodalom visszavág és A jedi visszatér filmekben jelenik meg.
A Rimma Kereskedelmi Útvonal közelében található.

## Leírása
A Dagobah felszíne hatalmas, bűzös mocsár és párás dzsungel keveréke. A mindenütt jelenlévő, magasba nyúló, dús vegetáció miatt a felszín állandó félhomályban van.

## Élővilága
Nagyrészt ismeretlen, illetve besorolatlan. A mocsarakban a mikroszkopikus méretű halaktól a vákuumos szívókoronggal zsákmányra vadászó ragadozókig sok minden megtalálható. Ismertebb élőlényei az éles karmokkal rendelkező „sárkánykígyók”, a mocsári madarak, sokféle fullánkos ízeltlábú, a „mészárosbogár” (ami borotvaéles fonalból szövi hálóját) és megemlíthetők a fehér pókok, amik életciklusuk során fákká válnak.

## Történelme
A bolygó csak kevesek által ismert hiperűr-útvonalon közelíthető meg. Történelmének nagyobb részében a Dagobah meg sem jelent a csillagtérképeken, bár több alkalommal is jártak rajta felfedezők, de az utazás minden alkalommal nemkívánatos következményekkel járt. Egy alderaani expedíció minden tagját felfalták a helyi vadállatok; egy másik sikertelen expedíció pedig (a Klónháborúk előtti időben) azt találta, hogy előőrsének tagjai kannibalizmusra kényszerültek.
Állandó település soha nem jött létre rajta.
A Dagobah leginkább arról a tényről ismert, hogy Yoda jedi mester ide vonult vissza önkéntes száműzetésbe, miután sikertelenül próbálta megölni Palpatine császárt Y. e. 19-ben. Yoda akkor választotta ezt a helyet, amikor észrevette, hogy a Jedi Archívumból 38 csillagrendszer adatai hiányoznak (köztük volt a Dagobah is). Két évtizedig a jedi mester egy egyszerű sárkunyhóban élt. A császár figyelmét úgy sikerült elkerülnie, hogy egy közeli barlang maradék kisugárzása árnyékolta le, ahol egy Sötét Oldalon álló jedi élt valamikor.
Yoda itt tanította Luke Skywalkert Y. u. 3-ban, és alig egy évvel később meghalt 900 éves korában.
Az endori csata után felmerült, hogy elszigetelt, de stratégiailag fontos elhelyezkedése miatt a Dagobah-n katonai felderítőállomást létesítsenek, de az ötlet az erőfeszítések ellenére nem valósult meg. Ezután nem történt több kísérlet település létrehozására. Ehelyett az új Jedi Rend ifjú növendékei zarándoklatként keresik fel a Sötét Oldalon álló jedi valamikori barlangját, hogy szembeszálljanak a Erő sötét oldala által gerjesztett látomásokkal.

## Megjelenése a filmekben
A Nagy Jedimészárlás után, mivel nem tudja legyőzni Darth Sidioust, Yoda ide vonul önkéntes száműzetésbe (megérkezése szerepelt a Sithek bosszúja forgatókönyvében, de időgazdálkodási okok miatt az elkészült jelenetet végül kivágták a filmből). A Birodalom visszavág című filmben Luke Skywalkert a Hoth bolygón meglátogatja Obi-Wan Kenobi szelleme, és azt tanácsolja neki, hogy a Dagobah bolygón keresse fel Yoda mestert, ha jedi lovaggá szeretne válni.
Miután a Hoth bolygón Darth Vader vezetésével a rohamosztagosok elűzik a Lázadók Szövetségét, Luke Skywalker az Erő segítségével elnavigál a bolygóra R2-D2 társaságában az X-szárnyú gépén. A légkörbe érve elektromos viharba kerül, műszerei felmondják a szolgálatot, erős szél dobálja az űrhajóját, végül lezuhan Yoda sárkunyhójának közelében. Hajója a mocsárban hamarosan elsüllyed.
Rövid kiképzés után Luke elhagyja a bolygót, hogy megmentse barátait, mert megérzi, hogy Han Solo, Leia hercegnő és Csubakka bajban vannak a Bespin bolygó légkörében lévő Felhővárosban.
Skywalker rövid látogatásra újból elutazik a Dagobah bolygóra A jedi visszatér című filmben, de ekkor csak arra van idő, hogy Yoda elmondja neki, van egy testvére, és apjuk Anakin Skywalker, majd meghal és eltűnik.
Luke ekkor ismét Obi-Wan Kenobi megjelenő szelleméhez fordul az apját és testvérét illető kérdésekkel.
A Sith-ek bosszúja című filmben Yoda megemlíti, hogy száműzetésbe vonul, de a bolygó nem jelenik meg a filmben.

## Forgatási körülmények
Amikor a Dagobah forgatási helyszínének kiválasztására került sor, Robert Watts társ-producer kutatást végzett valódi mocsarakban, a világ több pontján (Florida – Egyesült Államok, Dél-Amerika, Karibi térség, Kelet-Afrika). Hamarosan rájött azonban, hogy az ilyen helyen való forgatás túl drága és veszélyes lenne, így a filmkészítők díszlet felépítése mellett döntöttek. Ez lehetővé tette számukra, hogy olyan mocsárvilágot ábrázoljanak, amilyen nem létezik a Földön.
A görcsös fák terveit Norman Reynolds produkciós tervező hozta létre, ez Ralph McQuarrie látványtervein alapult, amihez hozzávették a Nigériában található mocsarak jellemzőit. A fák vázait acélcsövekből hozták létre, melyre dróthálót erősítettek, majd erre gipszbevonat került, amin kidolgozták a részleteket.
Minthogy a mocsárban is kellett mozgást ábrázolni, ezért az egész díszletet körülbelül 1 méter magasságban helyezték el. Ez lehetővé tette, hogy a víznek mélysége legyen, valamint hogy Frank Oz és csapata (akik Yoda figuráját mozgatták) elférjenek a díszlet alatt.

## Fordítás
- Ez a szócikk részben vagy egészben  a   Dagobah című angol Wikipédia-szócikk fordításán alapul.  Az eredeti cikk szerkesztőit annak laptörténete sorolja fel. Ez a jelzés csupán a megfogalmazás eredetét és a szerzői jogokat jelzi, nem szolgál a cikkben szereplő információk forrásmegjelöléseként.